# The Shortwave Set
The Shortwave Set je britská hudební skupina, založená v roce 2003. Skupinu tvoří: Andrew Pettitt (zpěv, kytara), Ulrika Bjorsne (zpěv, kytara) a David Farrell (samply). Své první studiové album s názvem The Debt Collection skupina vydala v roce 2005, druhé pojmenované Replica Sun Machine následovalo v roce 2008. Jejich druhé album produkoval Danger Mouse a podíleli se na něm i Van Dyke Parks a John Cale.